# CJ7
Pour plus de détails, voir Fiche technique et Distribution.
CJ7 (長江七號, Cheung Gong 7 hou) est un film hongkongais réalisé par Stephen Chow, sorti en 2008.

## Synopsis
Un ouvrier chinois fréquente régulièrement une décharge publique en quête d'objets intéressants. Un jour, il découvre ce qui ressemble à une balle en plastique verte, et décide de la garder pour l'offrir à son fils, qu'il élève seul, souffre-douleur de ses camarades de classe riches. L'objet est en réalité une créature d'un autre monde qui va bouleverser la vie de cette angélique famille chinoise.

## Fiche technique
- Titre français : CJ7
- Titre original : 長江七號 (Cheung Gong 7 hou)
- Réalisation : Stephen Chow
- Scénario : Stephen Chow, Vincent Kok, Tsang Kan-cheung, Sandy Shaw (en), Fung Chi-keung et Lam Fung
- Production : Stephen Chow, Chui Po Chu, Han Sanping (en), Vincent Kok, Shi Dong-ming, Connie Wong
- Sociétés de production : Columbia Pictures Film Production Asia, Beijing Film Studio, China Film Group et Star Overseas
- Musique : Raymond Wong
- Photographie : Poon Hang-Sang
- Montage : Angie Lam
- Décors : Oliver Wong
- Costumes : Ng Dora
- Pays d'origine : Hong Kong, Chine
- Format : Couleurs - 2,35:1 - Dolby Digital - 35 mm
- Genre : comédie dramatique, fantastique, science-fiction
- Durée : 88 minutes
- Dates de sortie :
  -  Chine : 30 janvier 2008
  -  Hong Kong : 31 janvier 2008
  -  Suisse : 4 juillet 2008 (Festival international du film fantastique de Neuchâtel 2008)
  -  France : 10 septembre 2008 en DVD

## Distribution
- Stephen Chow (VF : Sébastien Desjours) : Ti
- Xu Jiao : Dicky
- Fung Min Hun : le professeur
- Lam Chi Chung (VF : Luc Boulad) : le patron
- Lee Shing-Cheung (VF : Alexis Tomassian) : Mr Cao
- Kitty Zhang Yuqi (VF : Julie Turin) : Mlle Yuen

## Autour du film
- Le tournage s'est déroulé à Hong Kong et Ningbo.
- La chanson Sunny est interprétée par Boney M.